# Mother of the Bride
Mother of the Bride és una pel·lícula de comèdia romàntica estatunidenca del 2024 dirigida per Mark Waters i escrita per Robin Bernheim. És protagonitzada per Brooke Shields, Miranda Cosgrove i Benjamin Bratt. S'ha subtitulat al català.
La pel·lícula es va estrenar a Netflix el 9 de maig de 2024.

## Premissa
Quan la filla de la Lana, l'Emma, torna d'un any a l'estranger a Londres, llança una bomba sobre la seva mare: es casarà. En una illa, i el mes que ve! Les coses només empitjoren quan la Lana descobreix que l'home misteriós que va robar el cor de la seva filla és el fill de l'home que el va trencar fa anys.

## Repartiment
- Brooke Shields com a Lana
- Miranda Cosgrove com a Emma
- Benjamin Bratt com a Will
- Chad Michael Murray com a Lucas
- Rachael Harris com a Janice
- Sean Teale com a RJ
- Wilson Cruz com a Scott
- Michael McDonald com a Clay
- Tasneem Roc com a Camala
- Dalip Sondhi com a Harley

## Producció
El febrer de 2023, Netflix va anunciar una pel·lícula de comèdia romàntica escrita per Robin Bernheim i dirigida per Mark Waters que estava en preproducció. Brooke Shields, Miranda Cosgrove, Benjamin Bratt, Chad Michael Murray, Rachael Harris, Sean Teale, Wilson Cruz, Michael McDonald, Tasneem Roc i Dalip Sondhi es van afegir al repartiment. El rodatge principal va començar l'abril de 2023 a Phuket.